# Amblyeleotris macronema
Amblyeleotris macronema és una espècie de peix de la família dels gòbids i de l'ordre dels perciformes.

## Morfologia
Els mascles poden assolir els 8 cm de longitud total.

## Distribució geogràfica
Es troba a l'Illa Lizard (Austràlia).